# Spanochaeta secunda
Spanochaeta secunda är en tvåvingeart som beskrevs av Adrian C. Pont 1978. Spanochaeta secunda ingår i släktet Spanochaeta och familjen husflugor. Inga underarter finns listade i Catalogue of Life.